# Grazzanise
Grazzanise ist eine Gemeinde in der italienischen Region Kampanien in der Provinz Caserta mit 6731 Einwohnern (Stand 31. Dezember 2023).
Bekannt wurde Grazzanise als eine der Gemeinden, die den von der Camorra kontrollierten Müllunternehmen als Deponie zur illegalen Giftmüllentsorogung dienen.
Bei Grazzanise befindet sich ein Militärflugplatz der italienischen Luftwaffe.